# سیارک ۱۸۷

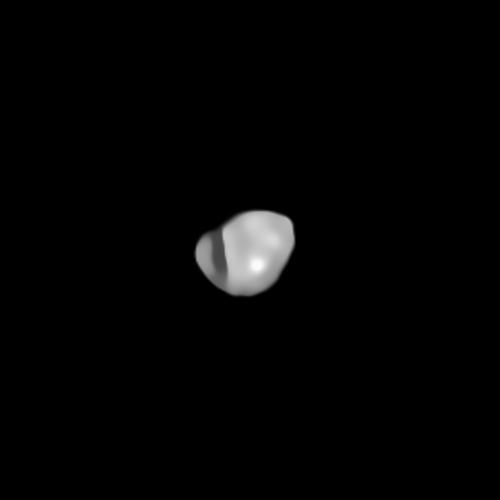
سیارک 187

سیارک ۱۸۷ (به انگلیسی: 187 Lamberta) صد و هشتاد و هفتمین سیارک کشف شده‌است که در ۱۱ آوریل ۱۸۷۸ و در مارسی کشف شد.
قدر مطلق سیارک برابر ۸٫۱۶ است.